# I Liceum Ogólnokształcące im. Władysława Orkana w Limanowej
I Liceum Ogólnokształcące im. Władysława Orkana w Limanowej – liceum ogólnokształcące w Limanowej przy ul. Orkana 1. Założone w 1945 roku. Patronem szkoły jest Władysław Orkan.

## Historia
Liceum powstało w styczniu 1945 roku na podstawie tajnego nauczania przez Antoniego Biedę i Stanisława Ceglarza. Szkoła miała nosiła wtedy nazwę „Powiatowe (Koedukacyjne) Liceum i Gimnazjum w Limanowej". Pierwsze zajęcie rozpoczęły się 26 lutego tego samego roku na terenie obecnej szkoły podstawowej nr. 1 w Limanowej, gdzie dostępny był profil matematyczno-fizyczny i humanistyczny.
28 marca 1948 roku zatwierdzony został statut szkoły, natomiast 18 czerwca Ministerstwo Oświaty nadało szkole uprawienia szkoły państwowej.
Budowa budynku liceum rozpoczęła się w 1960 roku. 12 marca 1967 roku na wniosek dyr. W. Tabora i prof. Marii Czerw liceum nadano nazwę Władysława Orkana. 

## Dyrektorzy szkoły

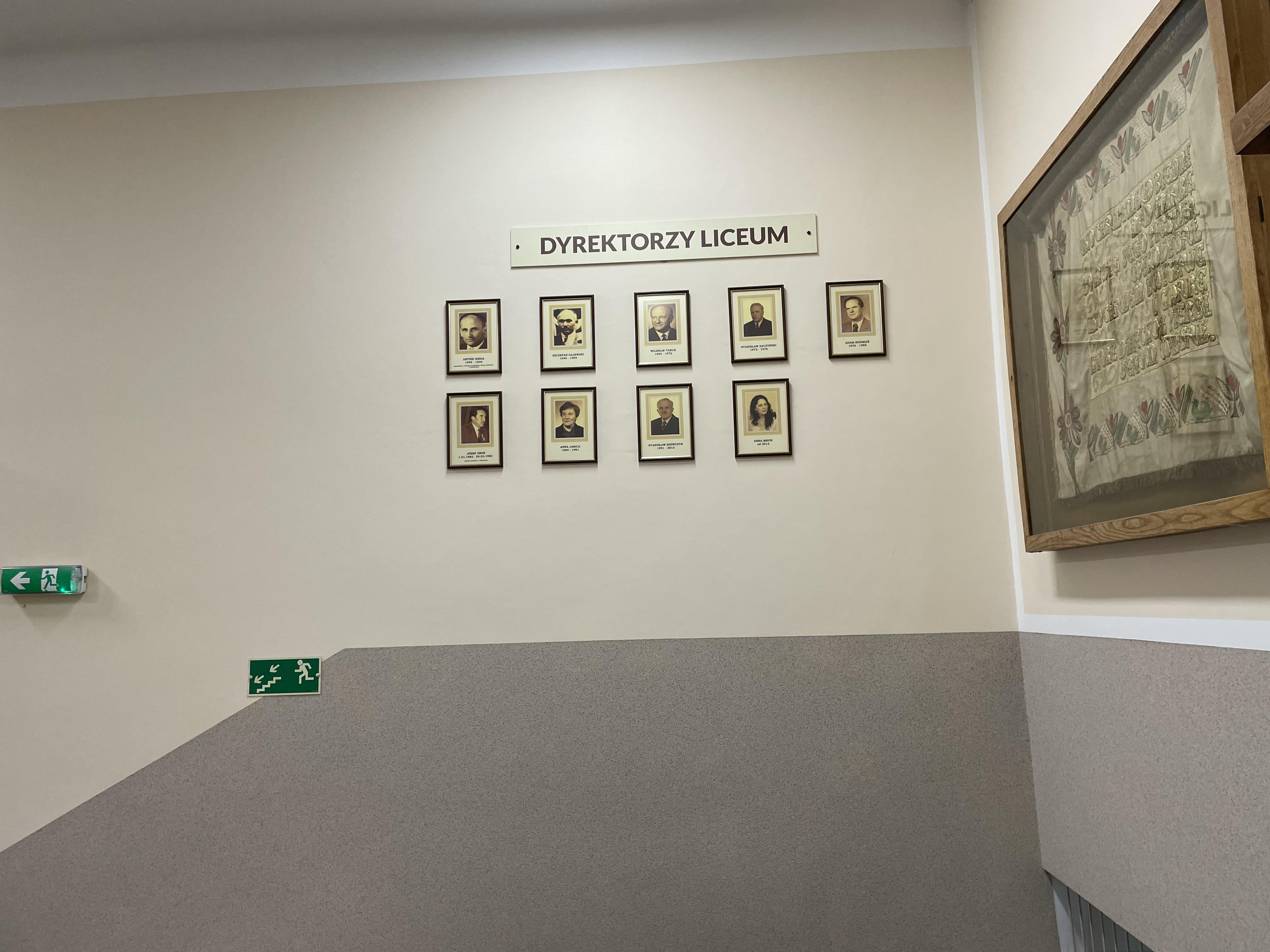
Dyrektorzy szkoły

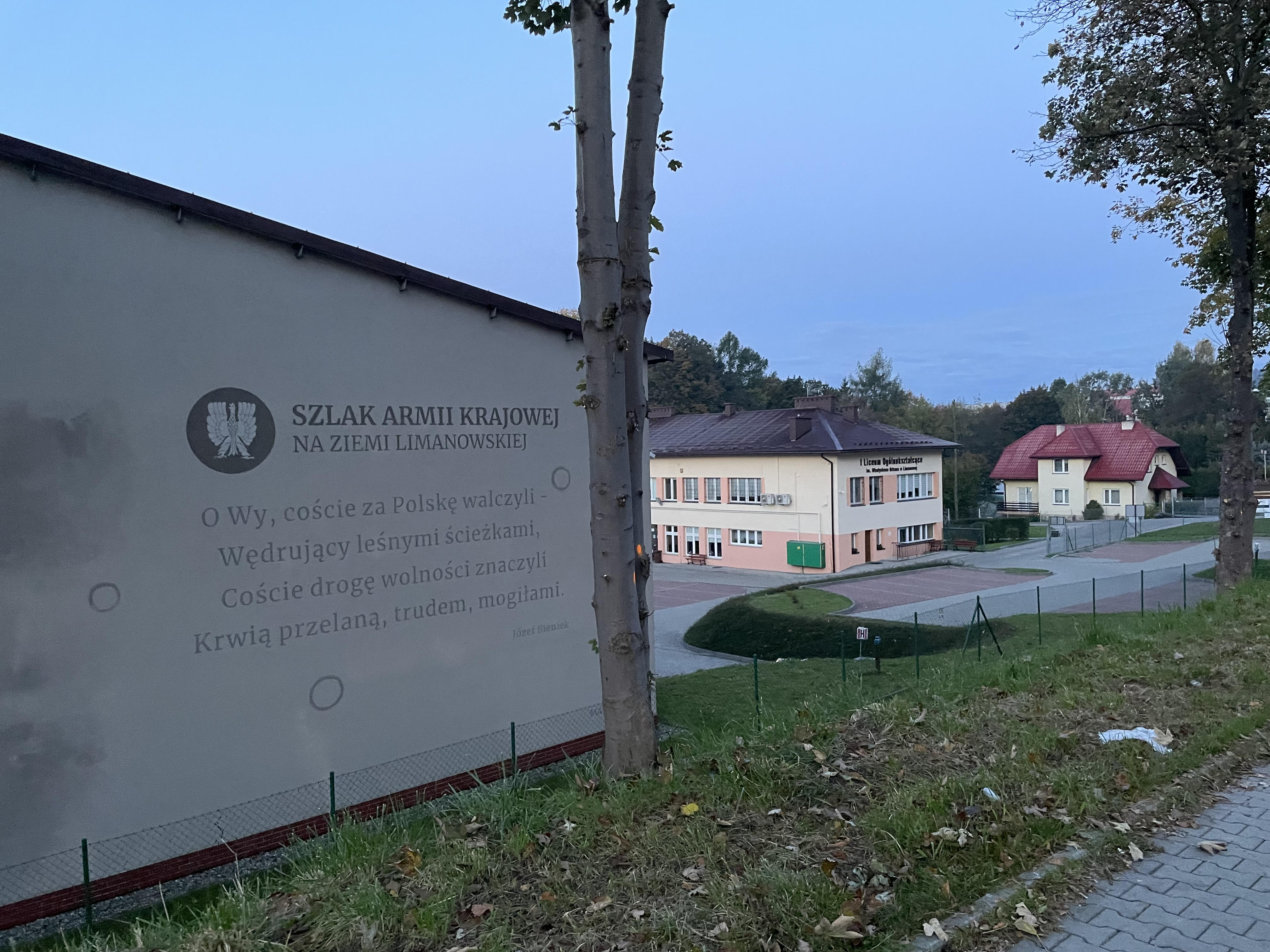
Mural na elewacji szkoły

1945–1949 – Antoni Bieda.
1949–1954 – Szczepan Gajewski.
1954–1972 – Wilhelm Tabor.
1972–1976 – Stanisław Zaczyński.
1976–1985 – Adam Biedroń (od 1.01.1982 do 29.03.1982 funkcję pełniącego obowiązki dyrektora sprawował Józef Zboś)
1985–1991 – Anna Jasica.
1991–2012 – Stanisław Szewczyk.
od 2012 – Anna Mruk.

## Absolwenci[3]
- Andrzej Jeż – biskup diecezji tarnowskiej
- Mirosław Gucwa – biskup Diecezji Bouar
- Antoni Tajduś – naukowiec
- Aleksander Kowalski – rektor Wyższej Szkoły Ekonomii i Informatyki w Krakowie
- Anna Chrapusta – specjalistka chirurgii plastycznej i rekonstrukcyjnej
- Zbigniew Wrona – urzędnik państwowy
- Andrzej Ryś – dyrektor Komisji Europejskiej Departamentu Zdrowia
- Teresa Dzielska – aktorka
- Łukasz Rybarski – aktor
- Janusz Sejmej – dziennikarz
- Ryszard Florek – założyciel Fakro.